# Габріель Сільє

### Професор  Габрієль Гідеон (Гаві Сіллі)
Народився в містечку Стелленбош (англ. Stellenbosch) — місто в ПАР в Західно-Капській провінції) , 13 липня 1916 - 15 червня 2000 помер) — південноафриканський астрофізик, органіст, диригент, композитор африканської духовної музики, колишній голова FAK і голова скликання університету з Стелленбош .Він, мабуть, зробив найбільший внесок у просування церковної музики в Південній Африці.Його внесок як перекладача, аранжувальника, композитора та хорового диригента надав до перегляду та розширення джерел літаратурної-музики на африкаанс. Гаві Сіллє   був головним організатором конгрегації Стелленбош.
Сіллі був викладачем математики в Університеті Стелленбоша протягом 37 років . Завдяки своїй великій любові до церковної музики та хорового співу він був знаменитістю в широках колах більше 50 людей знали Гаві. Він був головним  материнським общини в Стелленбосі протягом 25 років , а з 1941 по 1945 рік став диригентом хору. Сіллі також був популярним доповідачем астрономії. Після того як він пішов на пенсію в 1975 році з посади професора математики в університеті він почав працювати  викладачем музики в Університеті "Фрі Стейт" у Блумфонтейні з метою просування церковної музики. Там у 1983 році вийшов на пенсію. Будучи головою Федерації африкаанс культурних асоціацій з 1980 по 1984 рік, Сіллі присвятив себе культурній співпраці між африканерами. Сіллі вважав, що «секрет виживання африкаанерської культури полягає не в насильстві чи розпалюванні людей про славне минуле країни, а в поширенні афрікаанськой культури на наших земляків-африканерів»).
1. Сім'я
Рев. SJM van Niekerk (народився 22 вересня 1852), дід Gawie Cillié по материнській лінії, був другим пастором конгрегації NG у Смітфілді , де він був конфірмований у жовтні 1877 року. У 1887 році, коли він і його сім'я були на відпочинку в Парлі , він несподівано помер. GG Cillié старший, батько Gawie Cillié, видатний африкаанс-просвітитель. Місіс. Марія Сілліє, мати Гаві Сілліє, за словами проф. HB Thom розумна жінка з сильною особистістю. 
Зі сторони батька Сіллє, якого також називали Кляйн-Гаві, щоб відрізнити його від свого батька з тими ж іменами, був онуком Карла Даніеля Сіллє та Марти Гелени, народженої Маре, з ферми Ребоксклоф, Блауввлей, Веллінгтон . Батько Сіллі, педагог Габріель Гідеон Сіллі ( Веллінгтон , 10 вересня 1870 – Стелленбос , 1 квітня 1958), був сьомим із десяти дітей своїх батьків. GG Cillié старший був одружений у 1905 році з Марією Елізабет ван Нікерк ( Смітфілд , 5 червня 1879 – Мідделбург, Кейп , 4 березня 1927), а після її смерті з Марією Сусанною Барбарою Уйс у 1931 році. Від першого шлюбу народилося п’ятеро синів і дві дочки.
Батько Марії Сіллє, преп. SJM van Niekerk, народився 22 вересня 1852 року і був учнем преподобного. GWA van der Lingen 's Paarlse Gymnasium , одна з небагатьох капських шкіл, де в той час виховували любов африканських дітей до своєї мови. Після богословського навчання в семінарії в Стелленбосі він був конфірмований у своїй першій конгрегації, конгрегації NG у Смітфілді , у 1877 році. Його попередником у Смітфілді був преподобний. Піт Ру, дідусь по материнській лінії великих лідерів африканської культури Семюеля Анрі Пеллісс’є та Мейбл Янсен , а також професора богослов’я Джорджа Мюррея Пеллісс’є .
Під час Першої війни за незалежність (1880–1881) його відкрита симпатія до бурів викликала на нього гнів значної частини англомовних людей у Смітфілді . Його покликали до реформатської конгрегації Зіруста в 1885 році , коли один зі старійшин написав, що він дізнався, що "U ed. one where Afrikaander zyt".Однак Ван Нікерк не хотів залишати Смітфілд. Він був першим прихильником африкаанс як культурної мови та перекладу Біблії на африкаанс, але перш ніж він зміг продовжити це питання, він несподівано помер під час відпустки в Парлі в 1887 році. 
Місіс. Сіллі відігравала провідну роль в Асоціації африканських християнських жінок і була генеральним скарбником з 1913 року до своєї смерті. Вона вважається однією з перших жінок-журналістів Південної Африки. З 1916 року вона писала колонку про діяльність ACVV для De Goede Hoop , а з травня 1917 року також для Huisgenoot .
Найвідомішим братом Гаві Сіллі, п’ятою дитиною його батьків, був Піт Сіллі (1917–1999), колишній голова правління Naspers і редактор Die Burger понад 23 роки (з квітня 1954 до кінця 1977)  . який у 1999 році помер Ораньєзіхті , Кейптаун . 
На момент смерті Сіллє живим був лише його молодший брат Сибранд. У 2007 році, під час святкування 100-річчя старої будівлі середньої школи для дівчаток Блумхоф , він сказав, що десятиліття тому в школі також були хлопчики, тому що він і його четверо братів, а також їхні дві сестри були всі там. Сибранду, колишньому проректору Кейп-Технікону, було тоді вже 85 років, і він розповідав, що діти йшли до школи у віці п’яти-шести років, але йому було лише чотири роки, коли його прийняли в 1928 році. Його швидко проминула суб. A і B – лише тиждень або близько того в кожному – потім до ст. 1, а в 1929 році на вул. 2. У 1930 році він був зарахований до середньої школи Паула Руса для хлопчиків, де також ходили до школи його брати. 
2. Навчання
Сіллі отримав природничу освіту в Стелленбошському університеті , де отримав ступінь бакалавра наук. (1928) та маг. (1929) досягнуто. З 1930 по 1933 рік він навчався за стипендією Родса в Оксфордському університеті, був доктором філологічних наук. в астрофізиці та з 1933 по 1935 рік у Гарвардському університеті зі стипендією Фонду Співдружності, де він отримав ступінь магістра з астрономії.
3. Академічна кар'єра
Після трьох з половиною років роботи в Університеті Вітватерсранд і Преторійському університеті в липні 1939 року він прийняв посаду професора математики в Стелленбошському університеті . Він продовжував працювати на цій посаді до 1975 року. Він напистрав и книги з астрономії та був членом Королівського астрономічного товариства в Лондоні з 1932 року. Після його виходу на пенсію у віці 65 років у Стелленбосі він разом із дружиною переїхав до столиці Фрі Стейту , Блумфонтейна , де його призначили викладачем церковної музики в Університеті Орандж Фрі Стейт .
4.   Музика
Його інтерес до музики йшов паралельно з його кар'єрою вченого-природознавця і становив, так би мовити, одночасну професію. Це є видатним південноафриканським прикладом математичних і музичних здібностей в одній людині.  Будучи школярем і студентом у Стелленбосі , він мав уроки гри на фортепіано та виконував вправи на гармонії, але навчання грі на органі під керівництвом проф. Яннаша , який надихнув його любов до духовної музики.
В Оксфорді він був активним учасником Оксфордського хору Баха та студентом органа Оллчіна в Королівському музичному коледжі в Лондоні , тоді як у Гарварді він також брав активну участь у чоловічому хорі Г. Воллеса Вудворта, Harvard Glee Club. Навчання під керівництвом Яннаша, мантія якого як церковного музиканта лягла на плечі Сіллі, та досвід університетського хорового співу в Оксфорді та Гарварді стали вирішальними для його кар’єри музиканта.
На Стелленбосі  Материнська конгрегація в церковному хорі Стелленбоша на початку п'ятдесятих. Прямо за органом стоїть Gawie Cillië і праворуч від нього його дружина Hettie. Один із двох їхніх синів стоїть праворуч у другому ряду ззаду. Ззаду, третій зліва, стоїть Філіп Маклаклан , наступник Сіллі на посаді керівника хору Стелленбоського університету з 1955 по 1976 рік. Кріс Свейнпол перед органом. Він був співорганістом Сіллі з 1956 року і в той час був молодим викладачем органу в університеті.
З моменту свого призначення професором у Стелленбосі й до виходу на пенсію як церковного музиканта в 1964 році Сіллі чверть століття був помітним у колах церковної музики на африкаанс. Як органіст материнської конгрегації Стелленбош з 1939 по 1964 рік, він відродив хорову традицію регулярного хорового співу під час богослужінь, вранці в материнській церкві та ввечері в студентській церкві (пізніше церковна будівля конгрегації NG Стелленбош -Центральний). Ця частина конгрегації відпала з відокремленням Стелленбошського центрального центру в 1959 році .
У 1945 році Капський Синод (пізніше Церква NG у Західній і Південній Капській провінції) доручив його своїй комісії з церковної музики та співу ретельно дослідити та затвердити Нову Алілуйю «Алілуйя» . На першому засіданні широкої комісії була призначена музична підкомісія, яка перевірила музику Нової Алілуї , а потім побачила, що всі пісні, які не відповідають вимогам «справжнього» церковного співу, будуть відхилені. який хотілося зібрати замість тому 1931 року. Спочатку 200 мелодій було номіновано на пропуск, а згодом, після того, як вони по черзі прозвучали перед широкою комісією, близько 100 із запропонованих 200 були відхилені. Однак слова більшості відкинутих лідерів довелося зберегти в новому томі; тому проф. PK de Villiers, AC van Velden and Rev. WEH Söhnge призначено складати нові мелодії замість відхилених.
Багато з цих нових мелодій не були популярними серед учасників, тому третє (покращене) видання було опубліковано в 1959 році, яке було розширено «додаванням старих, популярних мелодій як альтернативних мелодій до ряду пісень». Крім того, деякі гармонізації, які, на думку музичних експертів, неможливо відтворити, були замінені «перевіреними, спрощеними гармонізаціями».
Однією з яскравих подій під час більш ніж двадцятилітнього служіння Сіллі як органіста материнської конгрегації було освячення нового органу конгрегації в суботу, 31 жовтня 1953 року, після того як конгрегація вже почала приділяти цьому увагу з 1948 року. Спочатку довелося побудувати спеціальну платформу замість хиткої органної галереї, яка датується 1863 роком, а потім виникли проблеми з серйозним ослабленням вартості південноафриканського фунта, через що орган, замовлений в Америці, був недоступним для виготовлення. Тоді орган було замовлено в Британії, але цей план також провалився, тому більшість труб та інших частин органу опинилася в німецькій фірмі Aug. Laukhuff було замовлено, і орган був здебільшого побудований у церкві органобудівниками Cooper, Gill & Tomkins.
Під час освячення органу, першого нового після 95 років, відбулася коротка служба, а потім органна гра кількох запрошених органістів. Через тиждень, у неділю ввечері 1 листопада , після вечірньої служби церковний хор Stellenbosse виконав хорові твори всіх відомих південноафриканських композиторів. У Стелленбосі вперше пролунав орган із трьома столами.
Він розширив мізерний репертуар церковного хору на африкаанс перекладами, обробками богослужбових пісень і власними творами. Попутно його творчість у церковній музиці розширювалася написанням творів, співпрацею у перегляді Нової Алілуйя (1951), у складанні Африкаанс хорової книги (1956), у перегляді мелодій африкаанс Псалми та в запропонованій редакції та розширення книги гімнів на африкаанс. Крім того, він також намагався зібрати мелодії пісень і повернути деякі з них в обіг.
Приклад хору материнської церкви був заразливим. У 1941 році Сіллі запросили керувати хором Стелленбоського університету, а в 1946 році — нещодавно заснованим хором семінарії. Це був початок великого розквіту хорового співу в Стелленбосі. З цього, у 1946 році, народився перший студентський співочий фестиваль, який став щорічною інституцією зі постійним зростанням, як щодо кількості учасників, так і за якістю репертуару. Він також організовував літні школи та громадські мітинги.
Підйом хорового співу в Стелленбосі здобув загальнонаціональну славу завдяки святковим гастролям хору семінарії (з 1946 р.), а згодом також хору університету (з 1952 р.).
Однак неможливо було встигати за його академічними зобов’язаннями завдяки цій великій музичній діяльності. Наприкінці 1951 року він передав керівництво семінарським хором, а наприкінці 1955 року університетським хором іншим; у 1964 році він також пішов на пенсію як активний церковний музикант, коли подав церковній раді свою відставку з посади органіста. Він пише про це в Three Ages of Grace , меморіальній книзі, присвяченій існування материнської конгрегації Стелленбош: «Мої обов’язки в університеті не зменшилися з часом. Раніше я міг піти з посади керівника університетського та семінарійного хорів, де інші та більш здібні люди могли продовжувати роботу. Я завжди вважав себе лише любителем музики і церковної музики. Були інші люди, пов'язані з консерваторією, які могли набагато краще, ніж я, залишити наш орган і музику для нашої громади Я також хотів більше часу для інших культурних заходів». Він описує свій зв’язок із дружиною, зв’язок Хетті з материнською конгрегацією, хор і орган як органіста та хормейстера як «дорогоцінний скарб». На початку 1965 року на посаді органіста Сіллі змінив Будевін Шолтен з університету Плааслік.
5. В Університеті Вільної Держави
На початку 1977 року Сіллі було призначено викладачем церковної музики на кафедрі музики тодішнього Університету Оранської Фрі Стейт . Одним із його завдань була публікація, яка обговорювала передумови Гімнів, які мали бути опубліковані в Gesangeboek на африкаанс у 1978 році. Спочатку він не міг приділяти цьому особливої уваги, тому що відділ церковної музики, який складався лише з Сіллі та Барбари Лув, спочатку мав термінове завдання скласти, за допомогою колег з інших країн, Збірник хорів для гімнів у набір африкаанс Gesangeboek 1978 року.
Вони завершили цю роботу в жовтні 1978 року, після чого Сіллі зміг присвятити більшу частину свого часу відстеженню передісторії Гімнів. Таким чином він познайомився з великою кількістю поетів і композиторів з найдавніших часів. Йому також довелося взяти до уваги духовні та богословські течії, щоб він міг повністю зрозуміти пісні. Плоди цієї праці з’явилися в 1982 році в NG Kerk-Uitgewers як об’ємна книга на 567 сторінках « Звідки взялися наші африканські гімни?». .
У першій частині, яка складається з 41 сторінки та п’яти розділів, Сіллі розглядає історію гімнів на африкаанс від їхнього походження в Біблії, через Відродження церкви, церковну пісню в Європі після 16-го століття до історії голландської мови. Церковна пісня на африкаанс у Південній Африці з 1652 до 1814, 1814 років до появи першого африкаанс Geangeboek у 1944 році, а потім створення африкаанс Geangeboek у 1978 році. У другій частині він докладно описує кожен із 353 гімнів у збірці 1978 року. .
6. Керівник культури
Музична комісія ФАКу 1956 року переглядає Збірку пісень ФАКу. Зліва направо Діркі де Вільєрс (заступник голови), Стівен Айссен, Томмі Мейер (помічник секретаря), проф. Gawie Cillié, J. Heynecke (протоколіст), Ivan Lombard (член виконавчого комітету), dr. Антон Хартман (голова), Хартман ван Нікерк (генеральний секретар). У 1959 році FAK відзначив «Диво африкаанс» по всій країні і навіть у Кенії після цієї думки доктора . Виник MS du Buisson з Південноафриканської академії наук і мистецтв . Це було приурочено до святкування 50-річчя Академії. Сіллі (позаду другий зліва) на той час був членом виконавчої ради FAK. Членами співуправління є: д-р. К. Ф. Віссер, І. М. Ломбард, проф. HB Thom (голова) і преподобний. Хендрік Снайдерс , а позаду: д-р. Дю Буіссон з Академії, TWS Meyer (генеральний секретар), преподобний. GJJ Boshoff, WSJ Grobler (організаційний секретар) і Douglas Fuchs з SABC, які склали програму в амфітеатрі пам’ятника Voortrekker .
Як диригент двох хорів, як порадник, як стимулюючий приклад, а також як аранжувальник народних пісень на африкаанс та іншої музики для зростаючого попиту, Сіллі роками був стрижнем, навколо якого обертався хоровий спів на африкаанс. Будучи членом музичної комісії ФАКу з 1946 р., мав змогу творчо долучитися до перегляду пісенного збірника ФАКу (видання 1961 р.). Він також багато років був співвидавцем Koraalboek , супровідної книги псалмів і гімнів на африкаанс.
Gawie Cillié брав участь у FAK з 1946 року , коли став членом музичної комісії. У 1954 році, коли йому було трохи за сорок, він став членом виконавчої ради ФАКу як наступник свого батька. У липні 1972 р. виконком FAK призначив його віце-головою, а в 1979 р., після відставки голови проф. Бенедиктуса Кока , виконавча рада обрала його головою. На цій посаді він присвятив себе культурному співробітництву між африканерами і пропрацював до 1984 року. Він вважав, що «секрет виживання африканерської культури полягає не в насильстві чи підбурюванні людей про славне минуле нашої країни, а в поширенні нашої культури на наші співвітчизники африканці».
28 квітня 1965 року Академія наук і мистецтв Південної Африки відзначила його внесок у музику Південної Африки почесною медаллю.
У п’ятницю, 19 серпня 1994 року, його пісня на африкаанс: A Disappearing Cultural Treasure була представлена під час післяобідньої вечірки під час 21-го щорічного конгресу Музикознавчого товариства Південної Африки. Це стало можливим завдяки спонсорській допомозі компанії Samro , яку на презентації представляв багаторічний президент організації д-р. Гідеон Рус . проф. Сіллє був одним із чотирьох спеціально запрошених доповідачів на конгресі, під час якого він пояснював свою роботу. Це додаток до стандартної роботи Ван Вармело щодо мелодій, які використовувалися для церковних пісень на африкаанс, особливо псалмів, і які були записані протягом багатьох років і нарешті збережені. У ньому він показав походження, починаючи від офіційних мелодій до німецьких і англійських церковних гімнів, а також світських мелодій. Більшість записаних мелодій відноситься до псалмів.

### ТЕОРІЯ ПЛАНЕТАРНИХ ТУМАННОСТЕЙ
Головним внеском Габрієлля Сілльє у астрофізику стала теорія планетарних туманностей.
Планетарна туманність - це  кінцева стадія еволюції зорі це кінцева еволюції зорі, швидке явище (по міркам астрономії) яке триває кілька десятків тисяч років.Відомо багато планетарних туманностей  які мають складну й своєрідну структуру. П'ята частина з них має кулясту форму але більшість не має ніякої симетрії.
Планетарна туманність з'являється після того як зоря на стадії червоного гіганта забільш нашої сонячної системи скидає оболонку. Через кілька тисяч років ця оболонка стає планетарною туманністю.
Утворення планетарної туманності відбувається наступним чином. В кінці життя зорі що запас водню в її ядрі вичерпується і температура зменшується. Тиск стає недостастатнім для протидії всесвітньому тяжінню. Тому ядро починає стискається і, внаслідок цього, знову нагрівається. В кінці стадії червоного гіганту тиск випромінювання розжареного ядра призводить до скидання оболонки і утворення планетарної туманності.
У планетарних туманностях вiдбувається iонiзацiя атомiв пiд дiєю випромiнювання їх гарячих ядер — новонароджених білих карликів. Разом з тим в туманностях вiдбуваються i оберненi процеси - захоплення iонами вiльних електронiв, тобто рекомбiнацiя атомiв. Яскравість туманності пропорційна кількості рекомбінацій N в одиниці об'єму за одиницю часу. Згідно теорії Сільє, ця кількість пропорційна добутку концентрації електронів на концентрацію іонів:
{\displaystyle N=n_{e}n_{+}C_{i}}
{\displaystyle C_{i}(T_{e})=3.22*10^{-6}M_{i}(T_{e}),M_{i}(T_{e})=1/(T_{e}^{3/2}i^{3})e^{Xi/kT_{e}}E_{1}(X_{i}/kT_{e})}
де Те — температура електронів, і — ступінь іонізації, χ — енергія іонізації, к — стала Больцмана. {\displaystyle E_{1}}— інтегральна показникова функція:
{\displaystyle E_{1}=\int _{z}^{\infty }e^{t}dt/t}

## Список Літератури
1. ↑ «Данина ллється звідусіль після смерті професора Піта Сіллі» , Volksblad , 21 жовтня 1999 р .
2. ↑ Gaum, Frits (ed.) 2008. Християнська основна енциклопедія . Веллінгтон: Lux Verbi.Bm і Byblekor.
3. ↑ HAT Language and Fact Guide, Pearson, грудень 2013 р., ISBN 978-1-77578-243-8
4. ↑ Блек, проф. Доктор. MJ (за). 1980. Африканський культурний альманах . Окленд Парк: Федерація африканських культурних асоціацій.
5. ↑ Steyn, JC 2002. Pen fighter. Піт Сіллє з Die Burger. Кейптаун: Table Mountain Publishers Limited.
6. ↑ Maeder, Rev. GA та Зінн, Крістіан. 1917. Наш церковний альбом . Кейптаун: Ons Kerk Album Maatschappij Ltd.
7. ↑ Beyers, CJ Beyers. 1981. Південноафриканський біографічний словник, частина IV . Дурбан: Butterworth & Kie (SA) (Pvt.) Ltd.
8. ↑ Cillié, PJ 1980. Сучасники . Кейптаун: Видавництво Столової гори.
9. ↑ «А де зараз миша Фреда?» , Громадянин , 4 квітня 2012
10. ↑ «Bloemhof op Stellenbosch» [мертве посилання] , Die Burger , 13 квітня 2007 р .
11. ↑ Malan, Dr. Jacques P. 1980. Південноафриканська музична енциклопедія . Кейптаун: Oxford University Press.
12. ↑ «Відновлення історичного собору Святого Стефана неминуче?» [мертве посилання] , Die Burger , 20 квітня 2007 р .
13. ↑ Fensham, Prof. FC (ред.) 1986. Муніципалітет Нед Гереф Стелленбош 1686–1986. Три століття благодаті . Кейптаун: NG Church Publishers.
14. ↑ Geldenhuys, JN 1959. «Передмова до третього (покращеного) видання»: Алілуя . Кейптаун: NG Church Publishers.
15. ↑ «Gawie Cillié dies незадовго до 90-го дня народження» [мертве посилання] , Volksblad , 16 червня 2000 р.
16. ↑ ( en ) Церковний пісенник африкаанс перевірено . Громадянин , 23 серпня 1994 р.
17. ↑ «Gawie Cillié все ще серйозний після аварії» , Volksblad , 24 березня 1998.
Посилання
1. ↑  https://ras.ac.uk/library/obituaries/gabriel-gideon-cillie
2. 1 2  Rhodes Scholar Database